# لاورو دي فريتاس
لاورو دي فريتاس هي بلدية في البرازيل، تتبع باهيا، بلغ عدد سكانها 113٬543  نسمة، في 2000، تبلغ مساحتها 57٫687 كيلومتر مربع، رمزها البريدي هو 42700-000.

## الموقع
تشترك في الحدود مع:
- سالفادور
- كاماكاري.

## أعلام
- إدكارلوس كونسيساو سانتوس
- جيفرسون
- أيلتون فيريرا سيلفا
- برونو سانتوس